# Neurogeneza postnatalna
Neurogeneza postnatalna – proces tworzenia neuronów po narodzeniu, odkryty w 1965 r. przez grupę badawczą Josepha Altmana. Po urodzeniu nowe neurony powstają nadal w opuszce węchowej i hipokampie. W ostatnich latach udowodniono, że proces ten zachodzi również w innych częściach mózgowia, między innymi w podwzgórzu 
U ssaków proliferacja komórek macierzystych neuronów utrzymuje się przede wszystkim w:
- strefie podziarnistej zakrętu zębatego hipokampa
- strefie podkomorowej – w pobliżu światła komór mózgu

Prekursory ze strefy podziarnistej wędrują wzdłuż włókien astrocytów do pobliskiej warstwy ziarnistej, gdzie przekształcają się w neurony i włączają do istniejących sieci nerwowych. Natomiast z komórek macierzystych w pobliżu komory bocznej mózgu powstają neurony opuszki węchowej.